# 65. Sinfonie (Haydn)
Die Sinfonie A-Dur Hoboken-Verzeichnis I:65 komponierte Joseph Haydn wahrscheinlich im Jahr 1769 während seiner Anstellung als Kapellmeister beim Fürsten Nikolaus I. Esterházy.

## Allgemeines

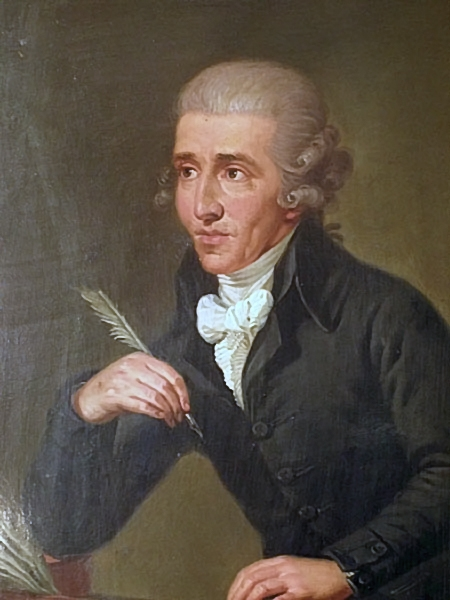
Joseph Haydn (Gemälde von Ludwig Guttenbrunn, um 1770)

Die Sinfonie Nr. 65 komponierte Haydn wahrscheinlich im Jahr 1769 während seiner Anstellung als Kapellmeister beim Fürsten Nikolaus I. Esterházy.

## Zur Musik
Besetzung:  zwei Oboen, zwei Hörner, Fagott, zwei Violinen, Viola, Cello, Kontrabass. Über die Beteiligung eines Cembalo-Continuos in Haydns Sinfonien gibt es unterschiedliche Auffassungen.
Aufführungszeit:  ca. 20 Minuten (je nach Einhalten der vorgeschriebenen Wiederholungen).
Bei den hier benutzten Begriffen der Sonatensatzform ist zu berücksichtigen, dass dieses Schema in der ersten Hälfte des 19. Jahrhunderts entworfen wurde (siehe dort) und von daher nur mit Einschränkungen auf die Sinfonie Nr. 65 übertragen werden kann. – Die hier vorgenommene Beschreibung und Gliederung der Sätze ist als Vorschlag zu verstehen. Je nach Standpunkt sind auch andere Abgrenzungen und Deutungen möglich.

### Erster Satz: Vivace e con spirito
A-Dur, 4/4-Takt, 129 Takte

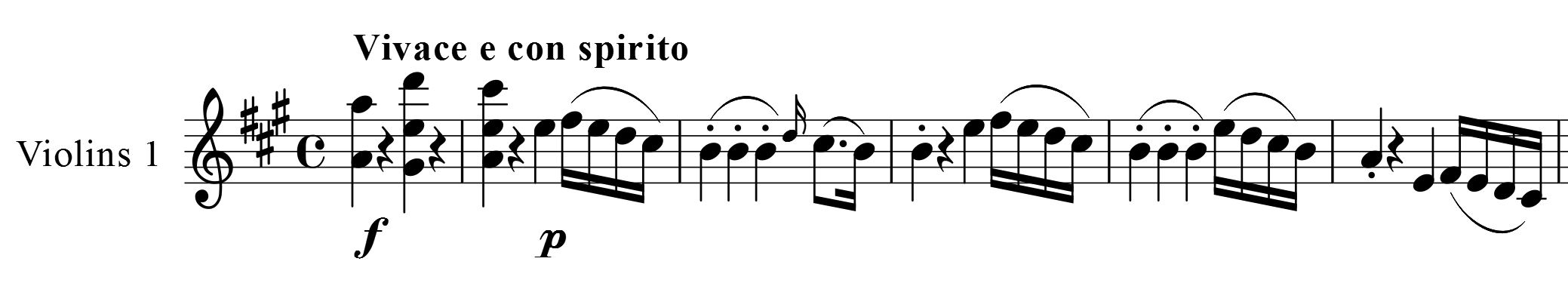
Beginn des Vivace e con spirito

Das erste Thema ist als Kontrastthema aus drei durch Pausen getrennten Akkordschlägen des ganzen Orchesters (Tutti) und einer viertaktigen, sanglichen Piano-Figur der Streicher aufgebaut. Die Streicherfigur wird eine Oktave tiefer und mit Bassbegleitung wiederholt. Ähnliche Satzanfänge mit Kontrastthemen finden sich z. B. bei der Sinfonie Nr. 44, den umgekehrten Aufbau mit anfänglichem Piano-Motiv z. B. bei der Sinfonie Nr. Nr. 64 oder Nr. 75.
Die Wiederholung der drei Akkordschläge (ohne Pause) führt zum anschließenden Tutti-Block, bei dem ein rhythmisches Motiv in den Achtelketten von Viola und Bass auffällt. Dieses Motiv ist für den weiteren Satzaufbau von Bedeutung: Nach der Wiederholung des Kopfes der Streicherwendung vom ersten Thema nur in den Violinen (davon einmal mit Molltrübung und leicht variiertem Rhythmus) lässt es Haydn ab Takt 23 von beiden Violinen und der Viola verarbeiten. Das zweite Thema (ab Takt 39) in der Dominante E-Dur hat ähnlich zur Streicherwendung vom ersten Thema sanglich-wiegenden Charakter. Es wird mit solistischen Oboen und um zwei Viertelschläge versetzt wiederholt. Die Schlussgruppe enthält auf- und absteigende Achtelketten der Violinen im Staccato und Legato.
Die Durchführung beginnt Haydn zunächst mit einem „themenneutralen Gedanken“ und kehrt dann nach acht Takten überraschend zur Streicherwendung vom ersten Thema in der Tonika A-Dur zurück. Diese geht nach vier Takten in die Verarbeitung ihres Themenkopfs über, und in Takt 70 folgt ein dramatischer Fortissimo-Ausbruch, bei dem sich das rhythmische Motiv „mit einem gezackt abstürzenden Dreiklangsmotiv“ verbindet. Die Überleitung zur Reprise ist differenziert gestaltet: Drei Unisono-Takte der Streicher enden „offen“ auf dem Dominantseptakkord, dann setzt das zweite Thema in der Subdominante D-Dur ein, wird aber nach vier Takten von den drei Akkordschlägen des Kopfes vom ersten Thema (ohne die Pausen) unterbrochen (Takt 87). Takt 88 bringt nochmals den Kopf vom zweiten Thema, Takt 89 dann wieder die drei Akkordschläge – nun in der Tonika A-Dur als abrupter Reprisenbeginn. Die zu Beginn der Durchführung bereits gespielte Streicherwendung des ersten Themas ist nun ausgelassen – die Akkordschläge gehen somit als einziger Bestandteil des ersten Themas gleich in den Forteblock entsprechend Takt 11 der Exposition über. Die übrige Reprise entspricht bis auf einige kleine Veränderungen überwiegend der Exposition. Durchführung und Reprise werden ebenso wie die Exposition wiederholt.

### Zweiter Satz: Andante
D-Dur, 3/8-Takt, 145 Takte
Durch das unerwartete, teils wie desorientiert wirkende Aneinanderreihen kontrastierender Motive wird der exzentrische Satz manchmal mit Bühnenmusik assoziiert. Es lassen sich insgesamt sechs Motive unterscheiden:
- Motiv 1 (zuerst in Takt 1): auftaktige, sangliche Streicherwendung im Piano, der Auftakt, der die Tonika D-Dur verschleiert, enthält eine Triole. Im Satz wird auch teils nur der Auftakt verarbeitet.
- Motiv 2 (zuerst in Takt 4): Bläserfanfare im (punktierten) Marschrhythmus
- Motiv 3 (zuerst in Takt 9): langandauernde Tonrepetition.
- Motiv 4 (zuerst in Takt 21): aufsteigende Unisono-Wendung der Streicher, forte.
- Motiv 5 (zuerst in Takt 36, Dominante A-Dur): von Pausen unterbrochene Floskel aus einem Achtel und einem gebrochenen Dreiklang in Zweiunddreißigsteln.
- Motiv 6 (zuerst in Takt 41): Viertelnote mit Sechzehntel-„Nachschlag“ als großer Intervallsprung aufwärts.

Auf die Abfolge von Motiv 1, 2 und 1 im Piano tritt Motiv 3 mit seinen langandauernden Tonrepetitionen auf, das sich unterlegt vom Tremolo der übrigen Streicher und der Bläserbegleitung bis zum Fortissimo steigert. Nach Motiv 1 im Piano erfolgt ein Wechsel von Motiv 1 (weiterhin piano) und dem Unisono-Gang von Motiv 4 im Forte. Die Bläserfanfare von Motiv 2 leitet dann zu Motiv 5 in der Dominante A-Dur, an das sich Motiv 6 anschließt. Haydn beendet die Exposition mit Motiv 1, dessen Triolen die letzten Takte dominieren.
Der zweite Satzabschnitt beginnt mit der kurzen Verarbeitung von Motiv 1 in der Dominante. Bereits nach sieben Takten wechselt Haydn mit Motiv 1 und 2 wieder zur Tonika D-Dur. Anstelle der Tonrepetition folgen nun jedoch der Unisono-Gang von Motiv 4 sowie Motiv 5, erst in Takt 80 wird Motiv 3 nachgeholt, nun aber gegenüber der Exposition ausgedehnter, mit dem Kopf von Motiv 1 im Bass und einer Staccato-Terz in den Bläsern angereichert. In die folgende Piano-Passage mit dem Kopf von Motiv 1 ist forte die Bläserfanfare von Motiv 2 eingeschaltet, die von zwei neuen, gestenhaft aufsteigenden Tonleiterläufen im Streicherunisono unterbrochen wird. Nach dieser Geste ist der Kopf von Motiv 1 zudem mit dem Unisono-Gang von Motiv 4 konfrontiert. Eine weitere Bläserfanfare führt dann zu Motiv 5 und Motiv 6, und wie im ersten Satzteil bildet eine länge Passage mit dem Triolen-Auftakt von Motiv 1 den Abschluss. Beide Satzteile werden wiederholt.

### Dritter Satz: Menuetto
A-Dur, 3/4-Takt, mit Trio 60 Takte

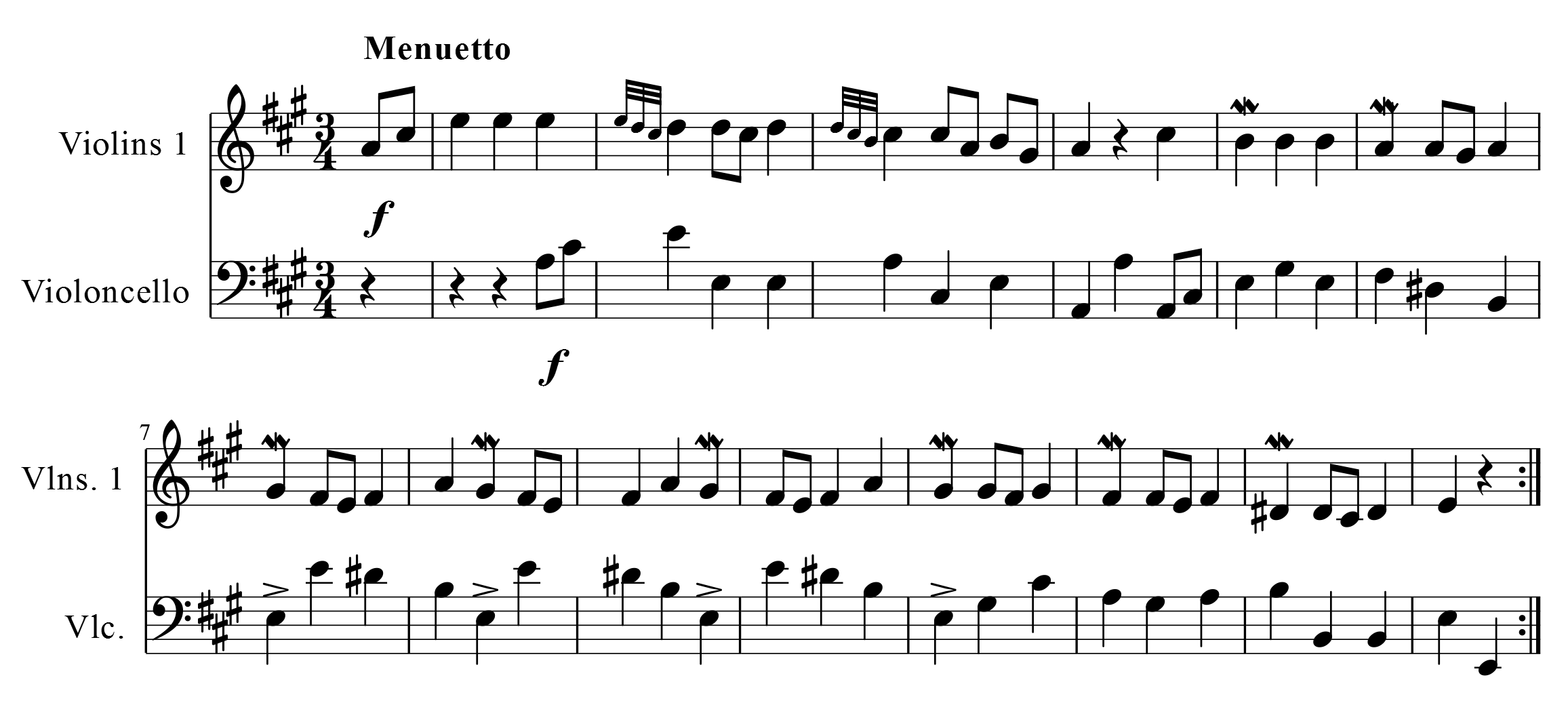
Erster Teil des Menuetts

Das Thema des energischen Menuetts ist durch seinen Auftakt, der zusammen mit der folgenden dreifachen Tonrepetition einen signalartigen Dreiklang bildet, die Doppelschläge und den imitatorischen Beginn zwischen Violinen und Viola / Bass gekennzeichnet. Von Takt 7 bis 10 verschiebt Haydn den Taktschwerpunkt mit Betonungen durch Doppelschlag in den Oberstimmen und Akzent im Bass so, dass ein 4/4-Takt entsteht, danach wechselt er wieder zum „normalen“ 3/4-Takt. Im Mittelteil übernehmen Viola und Bass die Stimmführung. Hier wie auch beim Wiederaufgreifen vom Anfangsteil sind die Bläser, insbesondere die Hörner, beteiligt.

„Das Menuett verblüfft durch seinen Rhythmus. Eine „normale“ Eröffnungsphrase mit hervorstechenden Doppelschlagmotiven auf dem jeweils ersten Taktteil wird in der Dominante beantwortet; nun jedoch erscheint die Doppelschlagfiguration akzentuiert auf jedem vierten Taktschlag (…). Der plötzliche Ausbruch im 4/4-Takt wirkt in diesem Zusammenhang schockierend; man könnte sich an Brahms erinnert fühlen, wenn dieser spätere Bewunderer Haydns seine rhythmischen Spielereien in ebenso unverhohlener Manier ausgeführt hätte.“

Auch im „etwas von „Balkan“-Atmosphäre angehauchten“ Trio in a-Moll für Streicher im Piano verwendet Haydn eine rhythmische Überraschung: Begleitet von Vorschlagsketten zu Tonrepetition in der 1. Violine, spielen die übrigen Streicher zunächst eine auf- und absteigende, gleichmäßige Bewegung im 3/4-Takt. Ab dem vierten Takt des Trios verschiebt Haydn bei aufsteigender Melodielinie durch Gruppierungen von halben Noten den Taktschwerpunkt so, dass eine Hemiole entsteht.

„[Das Trio] wechselt zwischen einem verstohlen verschwörerischen ornamentalen Ostinato und einer eindeutig verschwörerischen ansteigenden Sequenz hin und her; letztere ist als Hemiole angelegt: in Form von Gruppierungen aus zwei Noten im Rahmen eines 3/4-Takts, und mithin in „gegenteiliger“ rhythmischer Deformation wie das Menuett.“

### Vierter Satz: Presto
A-Dur, 12/8-Takt, 84 Takte
Das Presto ist mit seinen Hornfanfaren und der rasanten Achtelbewegung im Jagd-Stil gehalten. Das Hauptthema besteht in der ersten Piano-Hälfte aus dem Wechsel von rhythmischer Tonrepetitions-Hornfanfare und melodischer Phrase der Violinen (Takt 1 bis 6; „Fanfare 1“), die zweite Hälfte mit forte-piano – Kontrast enthält eine weitere Hornfanfare und von Pausen unterbrochene Akkordschläge der übrigen Instrumente („Fanfare 2“, erinnert an den Beginn vom ersten Satz). Das Thema wird als verkürzte Variante, die in Moll abschließt, wiederholt (Takt 11 bis 15).
Der übrige Verlauf bis zum Ende der Exposition ist bis auf einen etwas gemächlicheren Unisono-Gang durch rasante, dahinjagende Achtelketten und hämmernde Achtel-Tonrepetition der Violinen oder des ganzen Orchesters geprägt. Die Passage ab Takt 21 wird dabei von einem auftaktigen, „antreibenden“ Triolenschleifer eingeleitet. Die Schlussgruppe fällt mit dem forte-piano – Kontrast in ihren Achtelketten und Tonrepetitionen auf.
Die Durchführung beginnt mit Fanfare 1: zunächst piano in der Dominante E-Dur, dann mit Molltrübung und ein drittes Mal im Fortissimo in der Subdominante D-Dur. Die übrige Durchführung verarbeitet die rasanten Achtelketten, bei denen immer wieder der auftaktige Schleifer eingebaut ist.
Die Reprise ab Takt 58 ist gegenüber der Exposition verkürzt: Nach Fanfare 1 ist Fanfare 2 ausgelassen, die Musik geht gleich in die Passage mit den Achtelketten und dem Auftaktschleifer (entsprechend Takt 21) über und entspricht dann bis zur Schlussgruppe strukturell der Exposition. Haydn beendet den Satz mit einer eine Coda, die Fanfare 1 im Piano und Fanfare 2 im Forte bringt (d. h. wie am Satzbeginn). Durchführung und Reprise werden ebenso wie die Exposition wiederholt.